# Виленские мученики
Ви́ленские мученики Антоний, Иоанн и Евстафий — православные христиане, убитые в Великом княжестве Литовском в 40-х годах XIV века.
Первоначально почитались на западе Руси и в Литве, а в 1374 году, после принесения частиц их мощей в Константинополь, были канонизированы константинопольским патриархом Филофеем.
Сведения о жизни, мученической кончине и прославлении Иоанна, Антония и Евстафия ви́ленских сохранились в похвальном Слове (автор — Михаил Вальсамон) и в нескольких редакциях пространного и проложного (краткого) жития.

## Житие

### Антоний и Иоанн
Два брата «от страны литовской, огню служившие подобно единоязычным их ... благочестие и христианство возлюбившие», Куклей и Михлей были крещены пресвитером Нестором и при святом крещении нареченные Антонием и Иоанном. Служили при дворе князя литовского Ольгерда. За противоречия с князем Иоанн и Антоний были заключены в темницу. Через год Иоанн согласился выполнять волю князя и был освобожден. Через несколько дней освободили и Антония. Антоний продолжил неповиновение князю и был отправлен в темницу во второй раз. Иоанна презирали за малодушие. Иоанн осознал свой грех и спустя некоторое время публично объявил себя христианином. За это Иоанн вновь был посажен в темницу, где уже находился Антоний. Через несколько лет Антоний был осужден на смерть, и 14 апреля его повесили на дереве. 24 апреля повесили и Иоанна. Священники и некие благочестивые ночью тайно сняли его тело и погребли.
По просьбе христиан виленский князь выделил висельное место для строительства храма во имя Пресвятой Троицы.

### Евстафий
При дворе того же литовского князя служил Низыль, при крещении Нестором получивший имя Евстафий. Он был молод, красив, выделялся мужеством и храбростью, но ещё более умом и душевной добротой. В Рождественский пост (в декабре 1347 года) Евстафий на охоте с князем объявил себя христианином, за что подвергся трехдневным пыткам. Евстафию перебили ноги, срезали с головы волосы с кожей, отрезали нос и уши. Евстафия повесили, и его тело три дня не трогали звери. Новопросвещенные сыновья мучителя тайно сняли тело и через три дня доставили в Вильну, где погребли рядом с телами Иоанна и Антония.

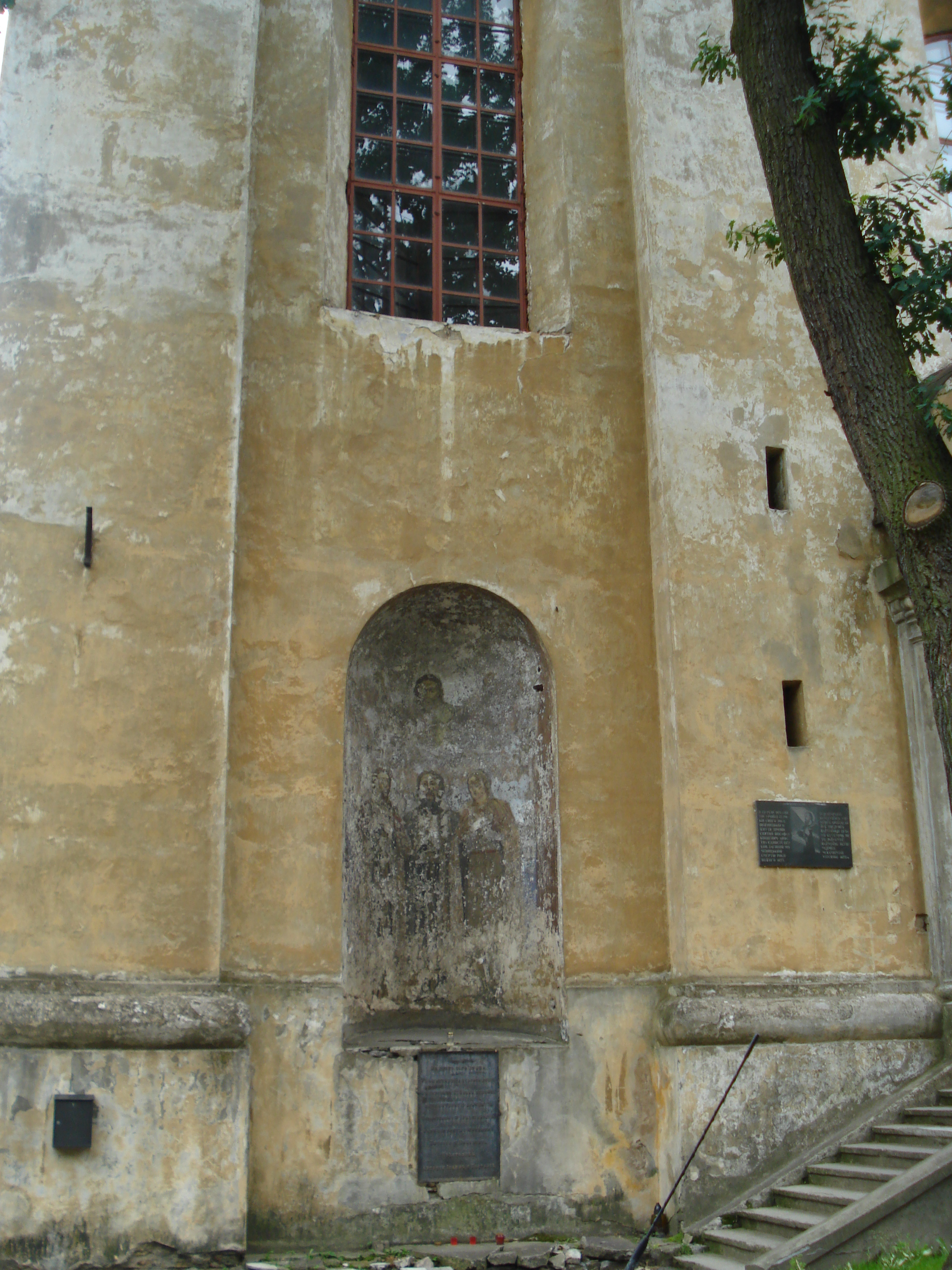
Фреска с изображением мучеников

## Канонизация
На месте казни мучеников, согласно преданию, была построена деревянная церковь во имя Пресвятой Троицы. Впоследствии уже на каменной церкви, построенной на месте прежнего деревянного храма, под нишей с фреской с изображением мучеников была установлена памятная таблица с надписью:

На месте сего храма,

в бывшей здесь дубовой роще,

в половине XIV века, приняли

мученическую кончину за

Православную Христианскую

веру сии святые Мученики

Литовские, Виленские

Чудотворцы,

Антоний, Иоанн и Евстафий

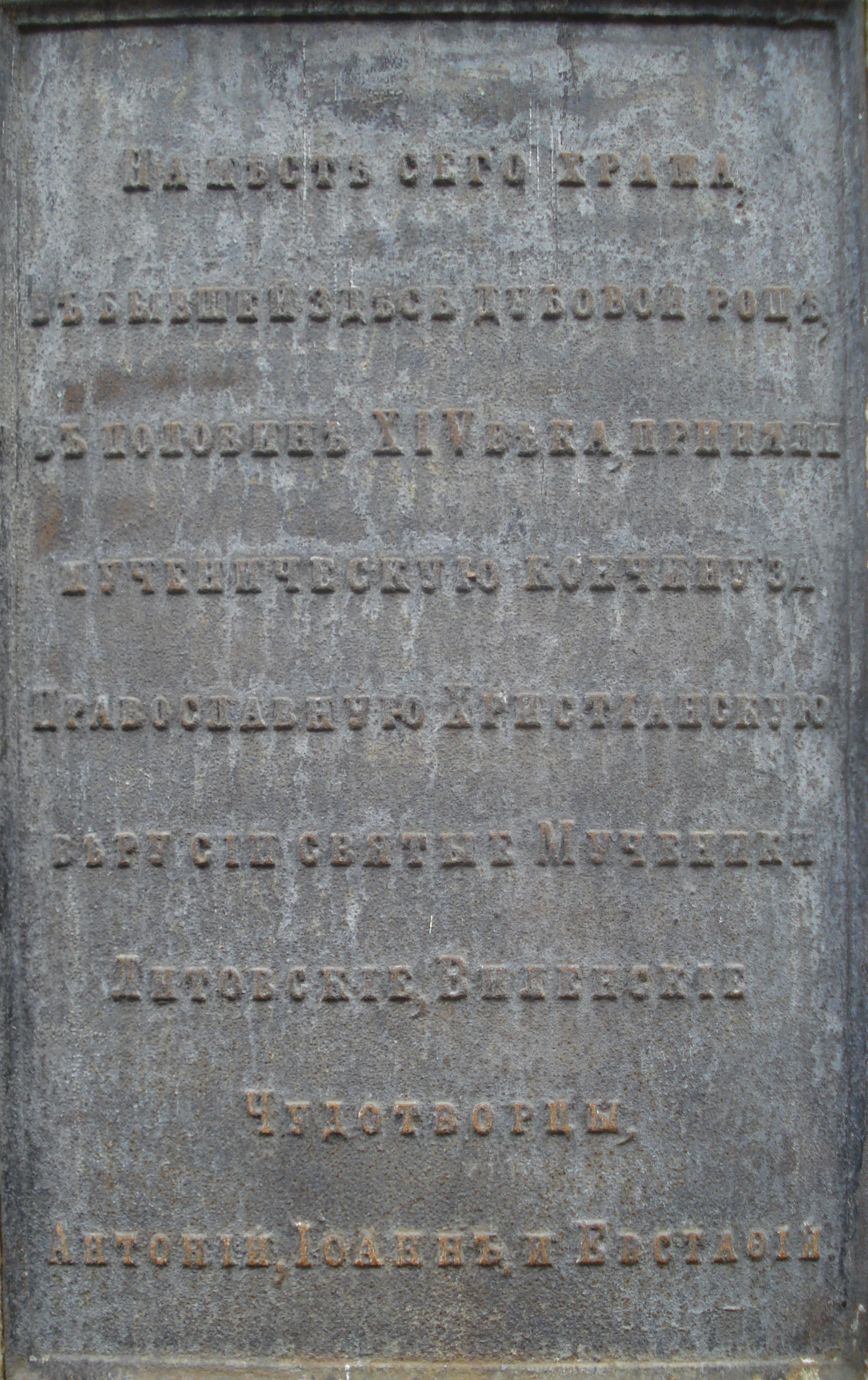
Памятная таблица

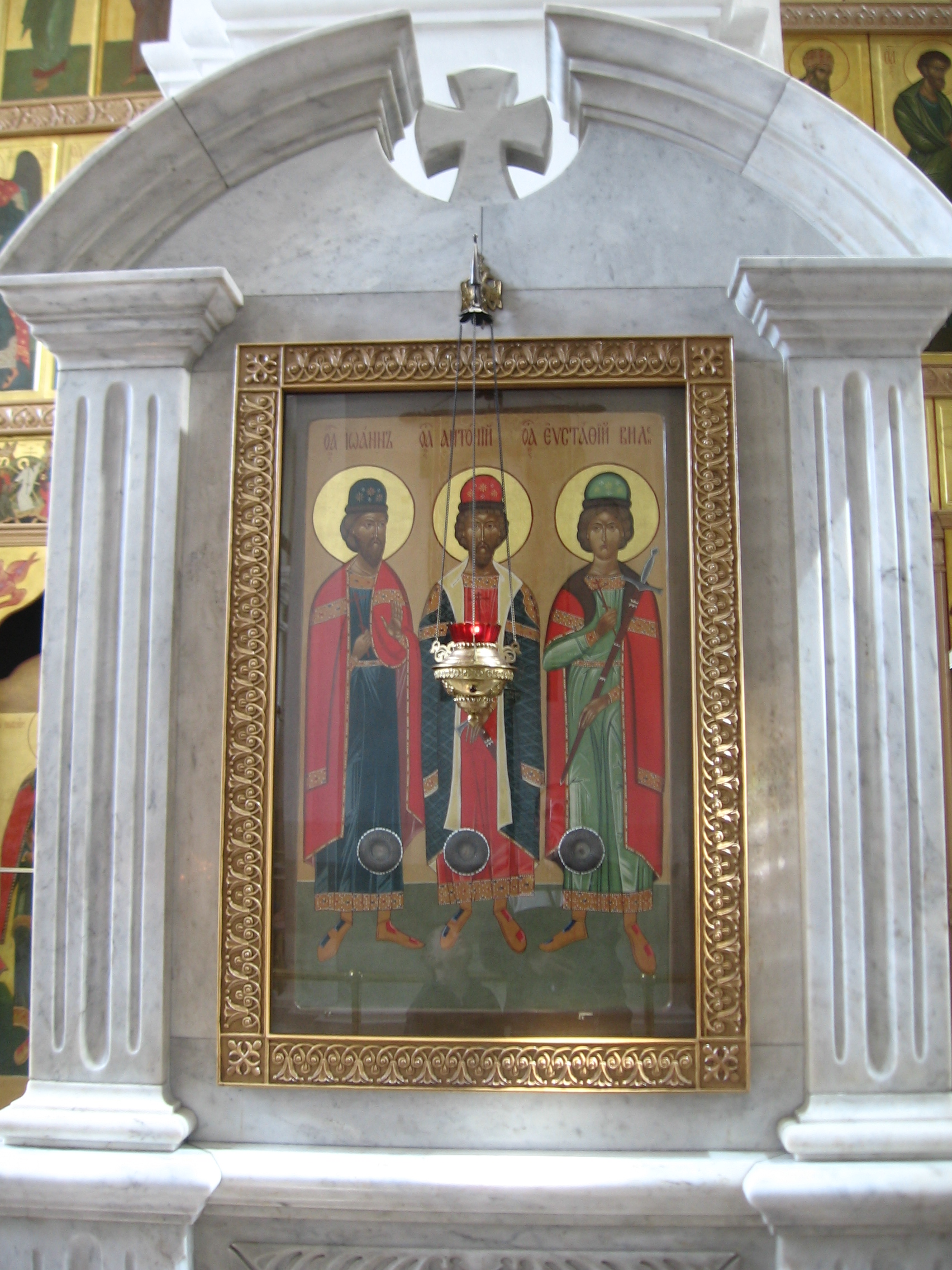
Икона Виленских мучеников в минском Петропавловском соборе

Через 27 лет после кончины Евстафия (в 1374 году) частицы мощей Виленских мучеников были торжественно перенесены в Софийский собор в Константинополе. Виленским мученикам были составлены служба и житие на греческом языке. Известие о мучениках в Константинополь принес, видимо, иеромонах Киприан (будущий Митрополит Киевский, Литовский и Русский), впервые побывавший в Литве в первой половине 1370-х годов.
Виленские мученики прославлены и в Русской церкви. Примечательным свидетельством раннего почитания Виленских мучеников на Руси и в Византии является их изображение на так называемом «большом саккосе» киевского митрополита Фотия, который ныне хранится в Оружейной палате Московского Кремля. Общерусское почитание святых было установлено на Соборе 1549 года, при Митрополите Московском Макарии.
В Московском государстве виновником мученической смерти Иоанна, Антония и Евстафия был назван великий князь Ольгерд, что находится в противоречии с ранними текстами Жития, с известной ученым хронологией событий 1340-х годов, со сведениями о православии Ольгерда Гедиминовича и его семьи.
Память Виленских мучеников празднуется 14 апреля (27 апреля по новому стилю) (этот день, по одной из версий, считается днем гибели Антония), 13 июля (26 июля по н.ст.) в день возвращения мощей из Москвы в Виленский Свято-Духов монастырь и во 2-ю Неделю Великого поста вместе с Собором прпп. отцев Киево-Печерских и всех святых, в Малой России просиявших.

## Мощи мучеников

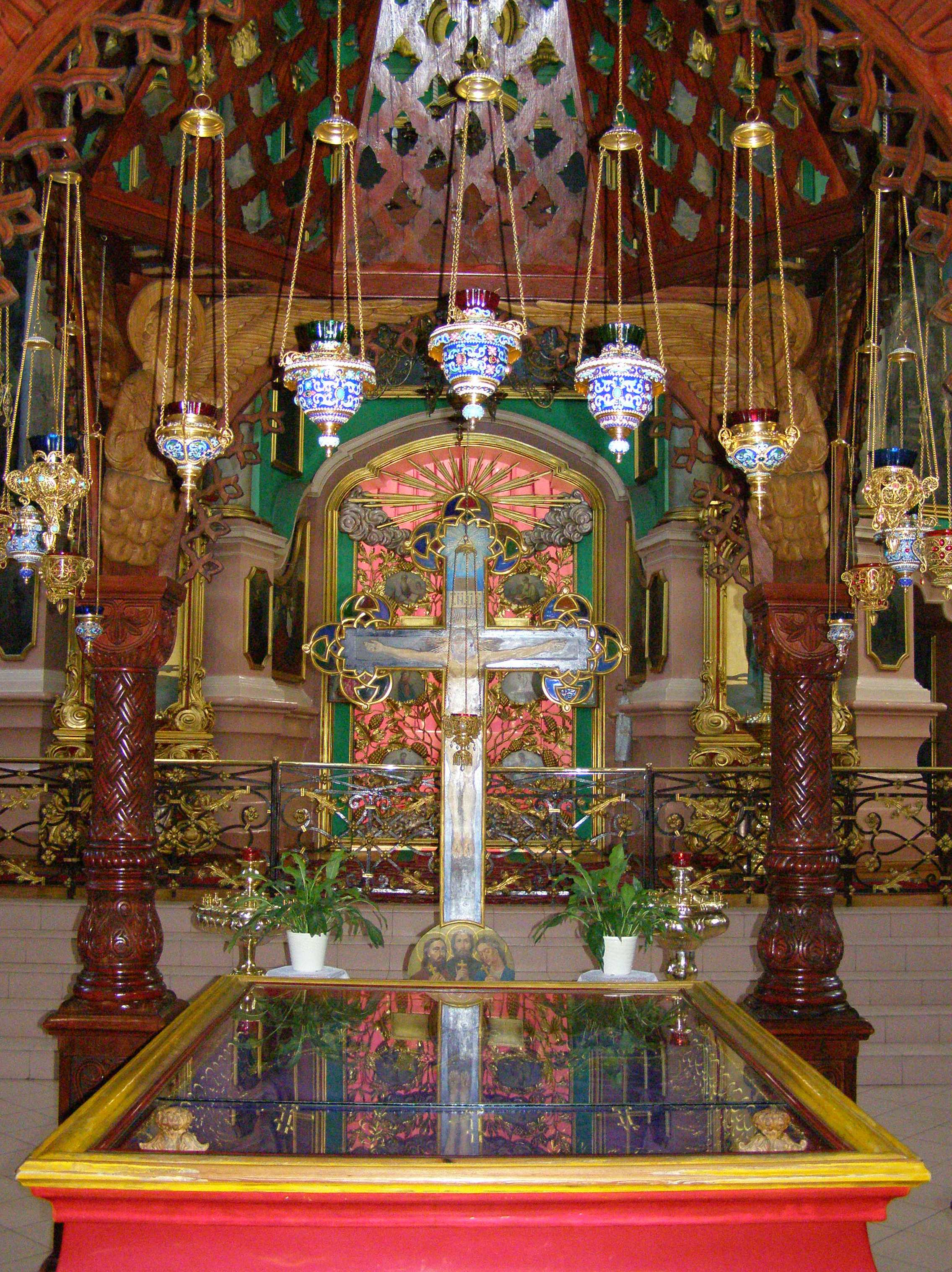
Мощи мучеников

В 1374 году часть мощей Виленских мучеников перенесли из Вильны в Константинополь. Частицы мощей были помещены в кресте, подаренном в 1376 или 1377 году патриархом Филофеем Сергию Радонежскому, согласно житию последнего, а также записи на деревянном футляре XVII века, изготовленном специально для этого креста.
В середине XVII веке мощи были перенесены в церковь Свято-Духова монастыря и тайно помещены в пещере под алтарём; в 1826 году они были открыты для поклонения.
9 августа 1915 года в связи с наступлением немцев в ходе Первой мировой войны мощи были увезены архиепископом Тихоном в Москву, в Донской монастырь.
В июле 1920 года власти РСФСР устроили «процесс виленских угодников»; дело слушалось в 1-м московском городском суде. Несмотря на протесты патриарха Тихона, суд постановил: «Так называемые мощи виленских угодников, а в действительности мумифицированные трупы, передать в музей древности. Брошюры „Страдания Виленских мучеников“, конфискованные в Донском монастыре, уничтожить. Приговор окончательный». Останки были помещены в Московский музей атеистической пропаганды.
По ходатайству патриарха Алексия I в июле 1946 года мощи были переданы в распоряжение Патриархии; несколько дней они находились в московском Богоявленском соборе; 26 июля были доставлены самолётом в Вильнюс (с того времени 13 июля по юлианскому календарю в Литовской епархии — второе обретение мощей Виленских мучеников).
До середины 1997 года мощи покоились в пещерной церкви во имя Виленских мучеников Свято-Духовского храма; затем по благословению митрополита Виленского и Литовского Хризостома были перенесены в сам храм.